# Megaulacobothrus longisonus
Megaulacobothrus longisonus är en insektsart som först beskrevs av Li, B. och X.-c. Yin 1987.  Megaulacobothrus longisonus ingår i släktet Megaulacobothrus och familjen gräshoppor. Inga underarter finns listade i Catalogue of Life.